# اکامبارو
اکامبارو (به اسپانیایی: Acámbaro) در مکزیک است که در گوآناخوآتو واقع شده‌است.

## خصوصیات
اکامبارو ۱٬۸۶۰ متر بالاتر از سطح دریا واقع شده‌است.